# Lamprosema perfenestrata
Lamprosema perfenestrata là một loài bướm đêm trong họ Crambidae.